# Leucania noacki
Leucania noacki là một loài bướm đêm trong họ Noctuidae.